# Agapetes interdicta
Agapetes interdicta är en ljungväxtart som först beskrevs av Hand.-mazz., och fick sitt nu gällande namn av Hermann Sleumer. Agapetes interdicta ingår i släktet Agapetes och familjen ljungväxter. Inga underarter finns listade i Catalogue of Life.